# Ngô Ðình Diệm
Ngo Dinh Ziem (též Ngo Dinh Diem; viet. Ngô Đình Diệm, 3. ledna 1901 Hue – 2. listopadu 1963 Saigon) byl vietnamský politik, první prezident Vietnamské republiky (Jižního Vietnamu) v letech 1955–1963. Byl svržen a zabit během vojenského státního převratu v listopadu 1963.

## Život

### Původ a rodina
Diệm se narodil v době dynastie Nguyen v tehdejším hlavním městě Huế. Diệm byl horlivý nacionalista a antikomunista. V mladém věku se stal úředníkem ve francouzské koloniální správě. Jeho rodina pocházela z bývalého katolického okrsku Phú Cam ve městě Huế. Jeho předci byli mezi prvními vietnamskými konvertity v 17. století. Rodina Ngô-Đình, spolu s ostatními vietnamskými katolíky, trpěla protikřesťanským pronásledováním císařů Minh Mạng a Tự Đức. V roce 1880, když Diệmův otec Ngô Đình Khả (1850–1925) studoval v britském Malajsku, byla téměř celá rodina Ngô-Đình vyhlazena při protikatolických bouřích vedených buddhistickými mnichy. Přes 100 příslušníků rodu Ngô bylo upáleno za živa v katolickém kostele, včetně Khảových rodičů, bratrů a sester.
Ngô Đình Khả absolvoval katolickou školu v Britském Malajsku vyučující podle evropských osnov a naučil se zde také anglicky.
Poté pracoval Khả jako tlumočník při kampani v Tonkinu roku 1880. Následně se stal vysoce postaveným mandarínem a prvním ředitelem Národní akademie v Huế, založené roku 1896, a rádcem císaře Thành Thái. Ačkoliv spolupracoval s francouzskými silami, byl motivován spíše touhou po reformách a podobně jako Phan Châu Trinh věřil, že nezávislost Vietnamu na Francii může vzejít pouze ze změn v politice, společnosti a kultuře země. V roce 1907 po vynucené abdikaci císaře Thành Thái rezignoval, stáhl se z císařského dvora a stal se zemědělcem na venkově.
Po smrti příbuzných se Khả vzdal cíle stát se knězem a oženil se. Jeho první žena zemřela bezdětná, poté se oženil znovu s Phạm Thị Thân a spolu měli šest synů a tři dcery: Ngô Đình Khôi, Ngô Đình Thị Giao, Ngô Đình Thục, Ngô Đình Diệm, Ngô Đình Thị Hiệp, Ngô Đình Thị Hoàng, Ngô Đình Nhu, Ngô Đình Cẩn, Ngô Đình Luyện. Rodina chodila každé ráno na mši a Khả, který ovládal latinu i čínštinu, se staral o vzdělání dětí v Bibli i konfuciánské klasice.

### Mládí a vzdělání
V dětství Diệm navštěvoval francouzskou katolickou základní školu v Huế a pracoval na rodinných rýžových polích. Poté se zapsal na soukromou školu založenou jeho otcem, kde studoval francouzštinu, latinu a klasickou čínštinu. V patnácti letech následoval staršího bratra, Ngô Đình Thục (pozdějšího vietnamského arcibiskupa), do kláštera. Klášterní život však shledal příliš přísným. Stejně jako jeho otec měl negativní postoj k francouzské koloniální vládě.
Na konci střední školy Lycée Quốc học dostal díky svým výborným výsledkům u zkoušek nabídku stipendia v Paříži, kterou ale odmítl a zapsal se v roce 1918 na prestižní francouzskou Školu veřejné správy a práva v Hanoji vzdělávající vietnamské úředníky. Zde zažil jediný romantický vztah v životě, když se zamiloval do dcery jednoho z pedagogů. Poté, co vytrvala na svém rozhodnutí odejít do kláštera, stal se celoživotním starým mládencem.
Osudy Diệmovy rodiny a katolické a konfuciánské vzdělání ovlivňovaly celý jeho život a kariéru. Do svých projevů vkládal odkazy na Bibli a Konfuciovy narozeniny byly ustanoveny státním svátkem.

### Raná kariéra
Po ukončení studia jako premiant ročníku v roce 1921, Diệm následoval staršího bratra, Ngô Đình Khôi, a dal se k civilní správě Thừa Thiên jako nižší úředník. Začal jako mandarín nejnižšího stupně a další desetiletí neustále postupoval. Měl pověst nezkorumpovatelného workoholika, katolíka a vietnamského patriota.
V roce 1933 se stal ministrem vnitra císaře Bảo Đại, ale o několik týdnů později po kompetenčních sporech s Francouzi odstoupil.
Během japonsko-francouzské správy byl pronásledován Francouzi, ale byl chráněn japonskou vojenskou tajnou službou. V roce 1943 se ukrýval v domě vedoucího firmy Dainan Kōši. V červenci 1944 se odebral na japonský konzulát v Hué, protože se obával, že bude uvězněn Francouzi. Kempeitai, na podnět konzula Išida Masao, ho letecky přepravila vojenským strojem do ústředí 38. armády v Saigonu. Vstoupil do kontaktu s princem Cường Để, následníkem trůnu v japonském exilu, který byl připraven po odzbrojení Francouzů v březnu 1945 a vyhlášení nezávislého Vietnamského císařství převzít se svou stínovou vládou moc. Japonsko se však překvapivě rozhodlo podpořit v čele Vietnamského císařství Bao Daie.

### Exil
Diệm požádal o povolení cesty do Vatikánu. Po získání povolení v srpnu 1950 spolu se starším bratrem biskupem Ngô Đình Thục vycestoval. Před cestou do Evropy navštívil Japonsko, kde se setkal s vietnamským princem Cường Để, svým bývalým spojencem. Probírali snahu Cường Để navrátit se do Vietnamu a jeho možnosti hrát nějakou roli ve vlasti. Princ také zorganizoval setkání s Wesleym Fishelem, americkým profesorem politologie na University of California. Na Fishela udělal Diệm velký dojem a ten mu pomohl získat kontakty ve Spojených státech. V roce 1951 Diệm odletěl z Japonska do USA hledat podporu vládních úřadů pro vietnamskou věc. V této snaze nebyl úspěšný a odletěl následně do Evropy.
V Římě získal audienci u papeže Pia XII., setkal se s francouzskými a vietnamskými funkcionáři v Paříži a kontaktoval císaře Bao Dai. Ten ho však odmítl a Diệm se vrátil do USA získávat podporu.

### Premiér
V roce 1954 po ženevské dohodě, byl císařem Bao Dai jmenován premiérem jižní části Vietnamu.

### Prezident Vietnamské republiky
Na základě zmanipulovaného referenda v roce 1955 se stanovil prezidentem (za pomoci CIA a Edwarda Lansdalea) – viz též Operace Passage to Freedom. Odmítl společné volby se severním Vietnamem, které dle dohody z Ženevy se měly uskutečnit v roce 1955, a to jednak z obavy z manipulace voleb v severním Vietnamu, a jednak s poukazem na skutečnost, že jižní Vietnam, na rozdíl od severního, nebyl stranou této dohody a nebyl jí tedy vázán. Volby v jižním Vietnamu se uskutečnily až v roce 1959.

### Opozice a puč
V průběhu buddhistické krize v roce 1963 byl pučem sesazen a společně se svým mladším bratrem Ngô Ðình Nhu bez soudu zastřelen. Jeho odstranění bylo uvítáno i Spojenými státy americkými. Třetí bratr Ngô Đình Cẩn byl při převratu zatčen, souzen a v květnu 1964 v Saigonu popraven. Smrti ušel jen čtvrtý z bratří, katolický biskup Ngô Đình Thuc, který byl v době převratu mimo zemi.

### Následky
Odstranění Diệma se později ukázalo jako obrovská chyba aktérů pro průběh dalších fází Vietnamské války. Vůdce Severního Vietnamu Hồ Chí Minh prohlásil "Nemohu uvěřit, že by Američané byli tak hloupí". Diệm byl pravděpodobně nejsilnější osobností v Jižním Vietnamu a po puči proti němu a jeho zavraždění už neexistovala stabilní vláda, která by odolávala komunistickým silám.